# Бруксайд
«Бруксайд»  (англ. Brookside) — британская мыльная опера, снимавшаяся в Ливерпуле. Сериал выходил ночью на канале Channel 4, дебютировал в первый день эфира телеканала. Он был популярен в 1980-х и 1990-х. В 2000 году шоу переживало упадок, а в 2003 его отменили из-за низких рейтингов. Последний эпизод вышел 4 ноября 2003 года, его посмотрели 2 миллиона человек.
Сериал имел самый высокий рейтинг на протяжении многих лет, отличался реалистичными и социально сложными сюжетными линиями. В середине 1980-х годов аудитория сериала регулярно превышала восемь миллионов зрителей.
С середины 1990-х годов под руководством новых продюсеров (Мал Янг и Пол Маркиз) стали подниматься более спорные темы. Так, сюжетная линия 1985 года была основана на жизни гомосексуального мужчины, а в 1994 году впервые на британском телевидении в сериале показали лесбийский поцелуй и эпизоды о домашнем насилии, которое привело к убийству. В 1996 году в «Бруксайде» показали чрезвычайно противоречивую сюжетную линию, в которой основное внимание уделялось кровосмесительным сексуальным отношениям между двумя братьями и сестрами, что вызвало крайне негативную реакцию телезрителей.
Первый эпизод повторили 1 октября 2007 года на телеканале Channel 4. Эпизод транслировали в сезон праздничных программ, посвященных 25-летию канала. В ноябре 2012 года, более чем через 30 лет после начала сериала, был выпущен специальный DVD Brookside Most Memorable Moments, в котором представлены клипы и эпизоды из 21-летней истории программы.
«Бруксайд» отличался от других мыльных опер, потому что снимался в настоящих, совершенно новых домах на Дейсбрук-лейн в районе Крокстет в Ливерпуле. Дома были построены по индивидуальному заказу продюсеров, чтобы добавить шоу реализма. В начале 1982 года компания Mersey Television во главе с Филом Редмондом купила в общей сложности 13 домов, шесть из которых были показаны на экране как декорации. В остальных семи помещениях размещались администрация, пост-продакшн и столовая для актеров и съемочной группы.